# Silvino Bustillos
Silvino J. Bustillos (San Joaquin, 21 de agosto de 1950 - Venezuela), Coronel de la Fuerza Aérea Venezolana y abogado egresado de la Universidad de Carabobo .

## Formación Militar
Egreso de la Escuela de Aviación Militar de Venezuela en el año 1973 con el grado de Subteniente, como integrante de la promoción que lleva el nombre de "Teniente (F) Ascanio R González La Greca". En su carrera militar se destacó en las especialidades de Inteligencia y Justicia Militar. Se caso con Yvetty de Bustillos.

## Vida profesional
Ocupó diversos cargos como instructor y comando de tropa, funciones de personal y finalmente se especializa en inteligencia y contrainteligencia, áreas donde demostró su fortaleza, lo cual derivó en desconfianza de muchos jefes corruptos que plagaban la institución para ese entonces. En el grado de Capitán se gradúa de Abogado y la superioridad ve la oportunidad de librarse del incómodo oficial enviándolo a la Justicia Militar. Alcanzó el cargo de Magistrado de la Corte Marcial de la República y le corresponde lidiar con aquellas mafias y carteles que desangraban el patrimonio público de la época.

## Opositor
Fue un pionero de la lucha contra el gobierno de Hugo Chávez, en 1999 cuestiona la política militar y ventajista del presidente en materia electoral. Igualmente denuncio la corrupción durante el Plan Bolívar 2000. Se declara en desobediencia en carta pública al General Lucas Rincón Romero; esta cruzada lo llevará en julio del 2000 a un pronunciamiento público en el CNE, allí ante las cámaras de televisión, uniformado del legendario azul pizarra aviación, denuncia al presidente por corrupción y abuso de poder. Al fin el alto mando corrupto se librarían del Quijote Aviador, era el fin de una carrera de cuestionamientos éticos y jurídicos, ese mismo día lo detienen y en pocas semanas el alto mando en una suerte de tribunal de la inquisición, lo da de baja y somete a Juicio Militar. Actuó como abogado defensor del coronel Pedro Luis Soto Fuente el 11 de febrero de 2002. Según el abogado Bustillos, el coronel Soto es inocente:
"no ha cometido ningún delito (...) él lo que hizo fue ajustarse a uno derechos que están consagrados en la Constitución Nacional a favor de las Fuerzas Armadas".
Durante las protestas del 11 de abril de 2002 fue atacado por círculos bolivarianos. Fue firmante del Acta de Constitución del Gobierno de Transición Democrática y Unidad Nacional de Pedro Carmona. También participó en el pronunciamiento de los militares de Plaza Altamira, tras esto es perseguido y se refugia en la embajada de Bolivia desde donde sale hasta aquel país y posteriormente a Estados Unidos, aunque termina regresando a Venezuela. El 31 de octubre de 2004 una comisión de inteligencia de la Guardia Nacional Bolivariana intentó detenerlo, a pesar de fracasar Bustillos desapareció por meses y hasta hubo rumores de que había muerto. Finalmente reapareció en Colombia y de allí se exilio a Estados Unidos fijando residencia en Miami. Actualmente forma parte del Frente Institucional Militar.